# Echthistatus
Echthistatus is een kevergeslacht uit de familie van de boktorren (Cerambycidae). De wetenschappelijke naam van het geslacht werd voor het eerst geldig gepubliceerd in 1862 door Pascoe.

## Soorten
Echthistatus omvat de volgende soorten:
- Echthistatus cobosi Esteban-Durán & Santos-Silva, 2011
- Echthistatus hawksi (Giesbert, 2001)
- Echthistatus spinosus Pascoe, 1862